# 成人の日

成人の日。東京・原宿。（2008年）

成人の日（せいじんのひ）は、日本の国民の祝日の一つである。ハッピーマンデー制度により、1月の第2月曜日があてられている。なお、1999年（平成11年）までは1月15日だったが現在は上記の通り改正された

## 意義
成人の日は、国民の祝日に関する法律（祝日法、昭和23年7月20日法律第178号）第2条によれば「大人になったことを自覚し、自ら生き抜こうとする青年を祝いはげます」ことを趣旨としている。この日には、各市町村で新成人を招いて成人式が行われる。（ただし、豪雪の影響や帰省しやすい時期等を考慮して大型連休中やお盆に行われる地方も多い）

## 歴史

### 1999年まで
1948年公布・施行の祝日法によって制定された。制定から1999年までは毎年1月15日だった。成人の日を1月15日としたのは、この日が小正月であり、かつて元服の儀が小正月に行われていたことによるといわれている。
1月15日が成人の日として固定されていた時代、1983・84年には共通一次試験が、1994・95年にはセンター試験がそれぞれ行われた。
かつてラグビー日本選手権は1月15日に開催されたため、成人を迎える選手が出場していた事例もある。

### 2000年から
ハッピーマンデー制度導入に伴い、2000年から1月第2月曜日、つまり、その年の1月8日から14日までのうち月曜日に該当する日に変更された。本来の「15日のある週でない」のは、17日が1995年に阪神・淡路大震災の起きた日、つまり防災とボランティアの日のため。
1月1日（元日）が第1月曜日の場合、1月8日が第2月曜日の成人の日となる。さらに1月8日が第2月曜日となる年には、企業によっては年末年始休暇を1月8日まで延長するケースもある。
地方などでは、帰郷する新成人が参加しやすいよう、ゴールデンウィーク・お盆・年末年始・成人の日の前々日となる土曜日か前日となる日曜日（土曜日は1月6日 - 1月12日、日曜日は1月7日 - 1月13日の間のいずれか）に成人式を開催する自治体も多い。
1999年までは、1日のみの休みで交通事情等の理由から、故郷での成人式への出席が困難な成人も多かったが、週休二日制の定着や祝日法の改正に伴い、ゴールデンウィーク・お盆・年末年始に成人式を開催していた自治体も、1月の成人の日（またはその前々日か前日）の開催に戻したところもある。一方、多くが都市部に就職・進学するなどしており、当日参加できる対象者が少ないため、ゴールデンウィーク・お盆・年末年始に開催する自治体が、郡部を中心に依然として多い。

### 2023年から
2022年4月1日から成人対象者が18歳に変更されたが、高校3年生中心で、就職・進学・部活動で忙しく、参加が難しい対象者が多いことから、同年3月31日以前の成人対象者だった20歳を維持、「20歳の集い」として開催する自治体が殆どである。